# Слободзейський район
Слободзейський район — адміністративно-територіальна одиниця самопроголошенної невизнаної Придністровської Молдавської Республіки.
Район розташований на півдні республіки обабіч Дністра. На півночі межує з Григоріопольським районом ПМР, на заході — з територією державної адміністрації міста Бендер, Каушанським та Штефан-Водським районами Молдови; на сході — з Україною. Територія, підпорядкована державній адміністрації міста Тирасполя розташована у вигляді анклаву в центральній частині району.

## Населення
- 1926 — 37 617 (у т.ч. с. Слободзея-Молдавська 5471, Слободзея-Російська 5945, Глине 6250, Незавертайлівка 6476, Чобручі 6511)
- 1939 — 40 141 (у т.ч. с. Слободзея 12 041, Глинне 7308, Незавертайлівка 6321, Чобручі 6335)

Слободзейський район — найбільший за чисельністю населення серед адміністративних районів ПМР. Станом на 1 січня 2007 року його населення становило 93847 осіб, що становить понад 17 % населення республіки. Демографічні втрати району за останні роки виявилися особливо значними; з 1990 року чисельність населення району скоротилася на 22 тис. чол.
Українці складають 21,7% населення району.
Національний склад за переписом 2004 року:
| населений пункт                  | населення | молдовани | росіяни | українці | болгари | інші  |
| -------------------------------- | --------- | --------- | ------- | -------- | ------- | ----- |
| Слободзея                        | 16062     | 45,5 %    | 40,5 %  | 10,6 %   | 0,6 %   | 2,8 % |
| Красне                           | 2981      | 31,5 %    | 35,1 %  | 28,3 %   | 1,5 %   | 3,6 % |
| Первомайськ                      | 4434      | 16,9 %    | 31,8 %  | 46,6 %   | 0,6 %   | 4,1 % |
| Ближній Хутір                    | 7291      | 9,9 %     | 20,7 %  | 64,3 %   | 1,3 %   | 3,9 % |
| Володимирівка                    | 1342      | 18,6 %    | 13,4 %  | 64,1 %   | 0,8 %   | 3,1 % |
| Костянтинівка                    | 355       | 14,4 %    | 11,8 %  | 71,0 %   |         | 2,8 % |
| Нікольське                       | 141       | 13,5 %    | 17,0 %  | 66,0 %   | 0,7 %   | 2,8 % |
| Глинне                           | 5251      | 47,5 %    | 22,6 %  | 27,6 %   | 0,4 %   | 1,9 % |
| Карагаш                          | 4766      | 71,0 %    | 17,2 %  | 9,1 %    | 0,8 %   | 1,9 % |
| Загорна                          | 80        | 40,0 %    | 41,3 %  | 17,5 %   | 1,3 %   |       |
| Кіцкань                          | 8952      | 34,5 %    | 52,8 %  | 10,3 %   | 0,7 %   | 1,7 % |
| Меренешть                        | 234       | 15,4 %    | 67,5 %  | 15,0 %   |         | 2,1 % |
| Коротне                          | 3625      | 91,2 %    | 4,7 %   | 2,8 %    | 0,2 %   | 1,1 % |
| Незавертайлівка                  | 4742      | 57,4 %    | 18,3 %  | 23,2 %   | 0,2 %   | 0,9 % |
| Паркани                          | 10543     | 7,8 %     | 15,8 %  | 11,2 %   | 63,1 %  | 2,1 % |
| Суклея                           | 10001     | 34,8 %    | 28,7 %  | 30,5 %   | 1,4 %   | 4,5 % |
| Тернівка                         | 5015      | 62,7 %    | 20,7 %  | 12,6 %   | 1,5 %   | 2,4 % |
| Нова Андріяшівка                 | 396       | 25,8 %    | 18,7 %  | 48,2 %   |         | 7,3 % |
| Ново-Котовськ                    | 482       | 7,5 %     | 59,5 %  | 30,1 %   | 0,4 %   | 2,5 % |
| Приозерне                        | 328       | 72,0 %    | 12,5 %  | 13,7 %   | 0,3 %   | 1,5 % |
| Стара Андріяшівка                | 165       | 84,8 %    | 5,5 %   | 6,7 %    | 1,2 %   | 1,8 % |
| Уютне                            | 92        | 15,2 %    | 15,2 %  | 60,9 %   | 2,2 %   | 6,5 % |
| Фрунзе                           | 1189      | 33,6 %    | 25,0 %  | 34,1 %   | 1,3 %   | 6,1 % |
| селище зал. станції Новосавицька | 99        | 26,3 %    | 25,3 %  | 40,4 %   |         | 8,1 % |
| Чобручі                          | 7176      | 86,6 %    | 6,1 %   | 6,4 %    | 0,2 %   | 0,7 % |
| Слободзейський район             | 95742     | 41,5 %    | 26,6 %  | 21,7 %   | 7,6 %   | 2,6 % |

## Персоналії
На території району народились:
- Болгарин Сергій Іванович — Герой Радянського Союзу (Коротноє).
- Гросул Яким Сергійович — молдавський історик, член-кореспондент АН СРСР, академік і президент АН МРСР (Карагаш).